# Войтович, Базили
Базили Войтович (пол. Bazyli Wojtowicz; 2 апреля 1899, Чёрнореки (ныне Подкарпатского воеводства, Польши) — 3 апреля 1985, Познань) — польский скульптор, педагог.

## Биография

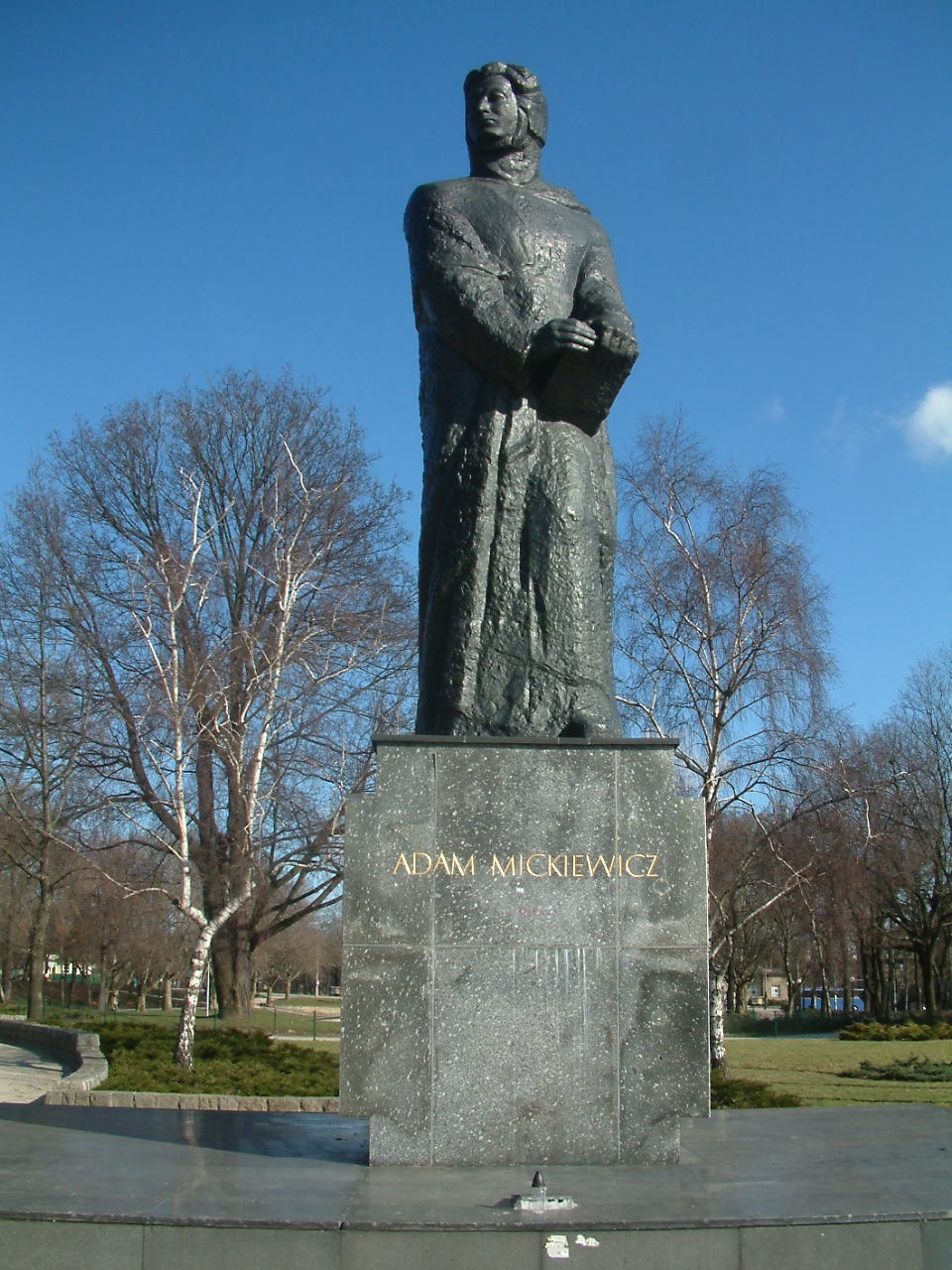
Памятник Адаму Мицкевичу в Познани (1960)

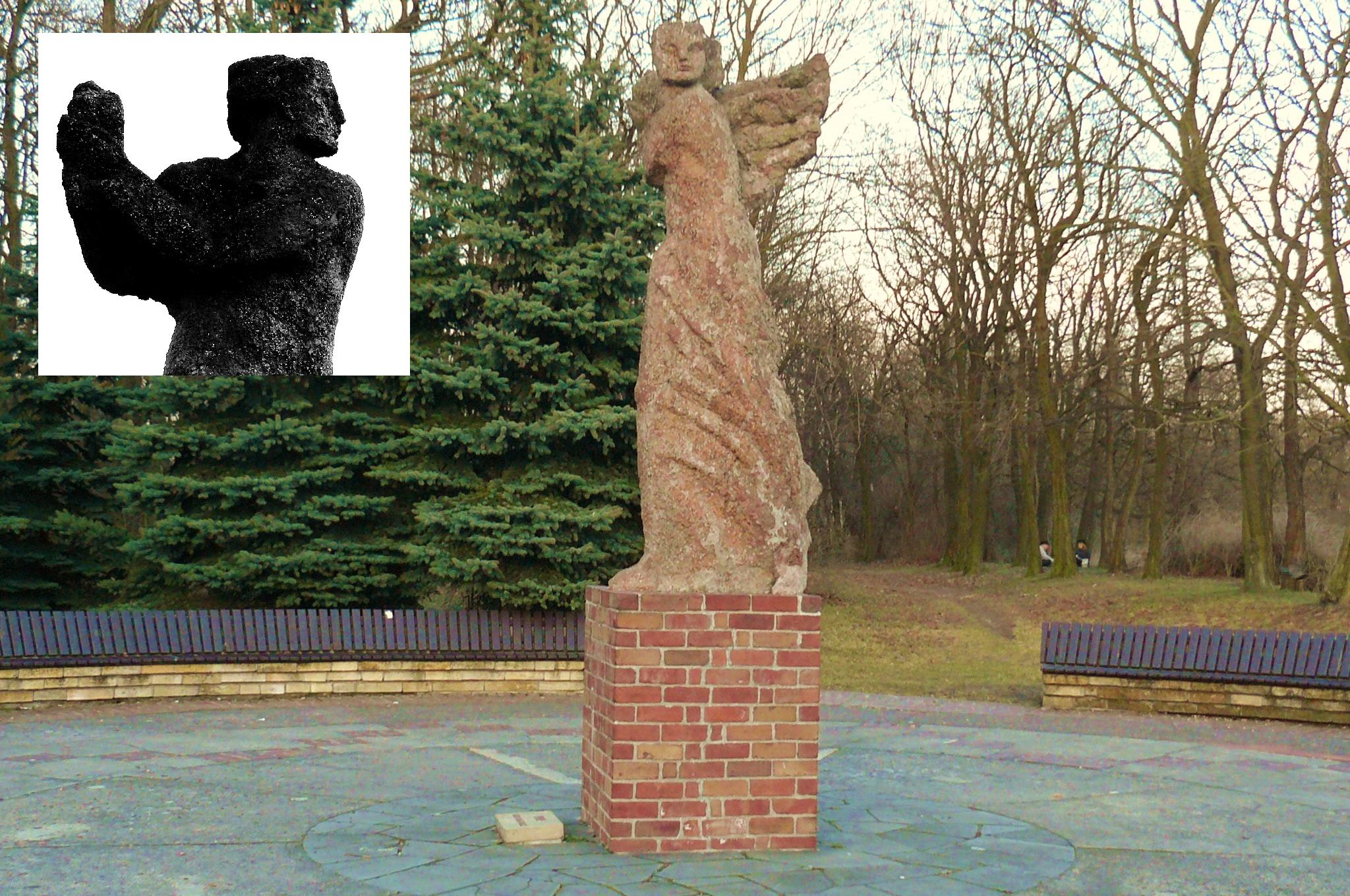
Скульптура «Ника» в парке «Цитадель» в Познани

В 1923 году начал учиться искусству скульптуры в Варшаве под руководством Генрика Куна. Продолжил обучение в столичной Школе прикладных искусств у профессора скульптуры Яна Щепковского. С 1925 — студент варшавской Академии изящных искусств. Ученик Тадеуша Бреера.
С 1936 года вёл мастерскую декоративной, позже с 1938 — мастерскую монументальной скульптуры в государственной Школе декоративного искусства и художественного промысла в Познани. В 1956 году — экстраординарный профессор.
Воспитал ряд известных польских скульпторов.

## Творчество
Автор ряда монументальных скульптур, скульптурных портретов. Ещё будучи студентом, участвовал в конкурсах на создание памятников, занимая высокие местах. Достиг пика своего творчества, создав памятник Адаму Мицкевичу перед университетом в Познани, о котором выдающийся польский учёный и требовательный искусствовед профессор Здислав Кепинский сказал, «что это, вероятно, лучший из возведенных за всё время памятников поэту в Польше»

## Избранные работы
- Памятник Адаму Мицкевичу в Познани (1960)
- Скульптура «Ника» в парке «Цитадель» в Познани
- скульптурный портрет Циприана Норвида (1929)
- Скульптура «Лучница» (Олимпийские игры в Берлине, 1936)
- скульптурный портрет жены и др.